# Двуречье (Тернопольская область)
Двуречье (укр. Дворіччя) — село в Микулинецкой поселковой общине Тернопольском районе Тернопольской области Украины.
Население по переписи 2001 года составляло 560 человек. Занимает площадь 2,058 км². Почтовый индекс — 48124. Телефонный код — 3551.

## История
В 1946 г. Указом Президиума ВС УССР село Людвиковка переименовано в Двуречье
До 2020 года входило в Теребовлянский район.